# Smurfentaart

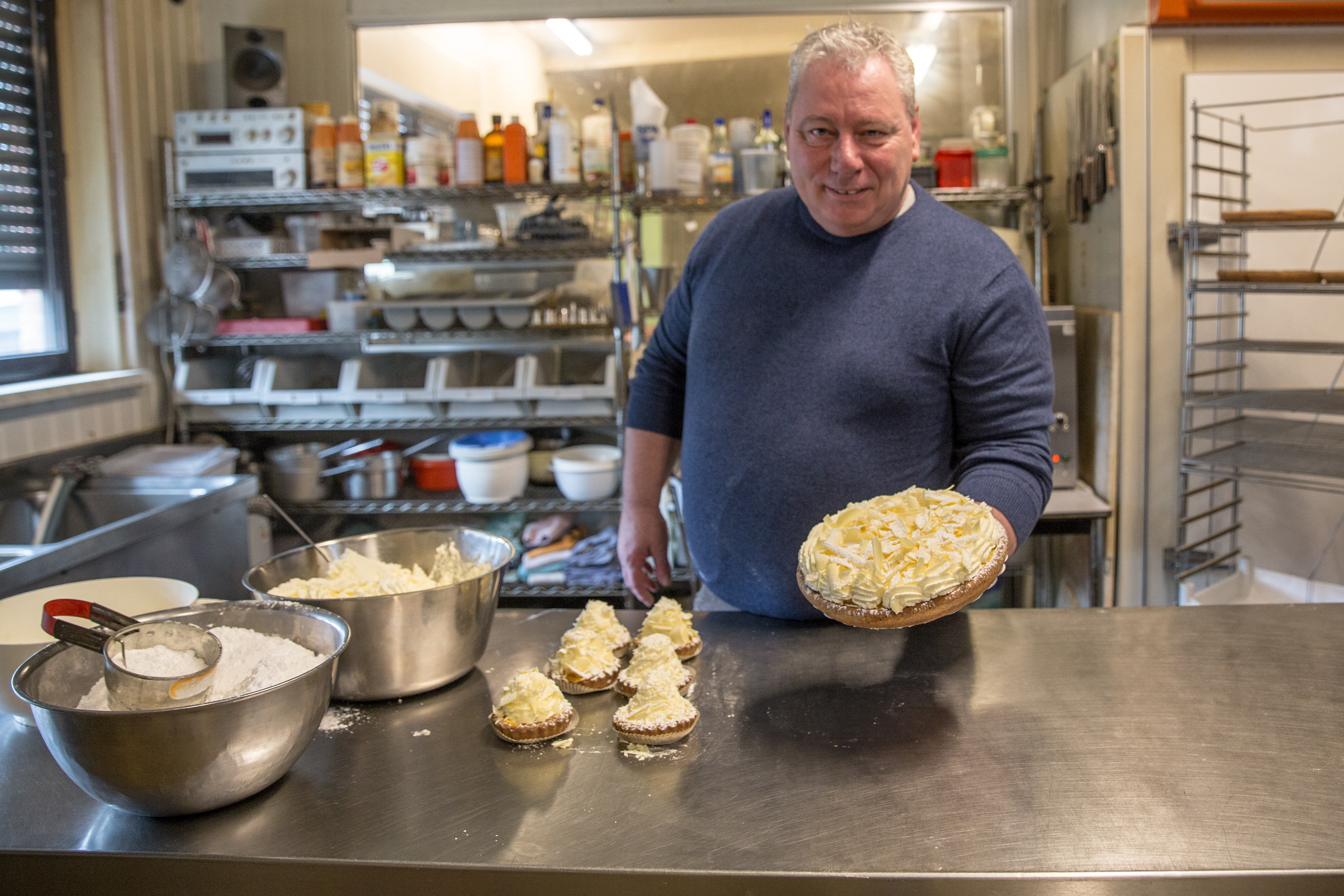
Presentatie van een smurfentaart

Smurfentaart of smurfenvlaai is een vooral in Belgisch-Limburg, maar ook in delen van de Antwerpse Kempen en Vlaams-Brabant bekende taart of vlaai. Hoewel het gebak naar de Smurfen is vernoemd, heeft het voor het overige niets met de kleine, blauwe stripfiguren te maken.

## Recept
De basis van een smurfentaart is een bladerdeegbodem met een vulling van vanillepudding en abrikozengelei die mee wordt afgebakken. Als de taart is afgekoeld, wordt ze afgewerkt met een flinke hoeveelheid slagroom. Daarbovenop komen witte chocoladeschilfers en poedersuiker.
De smurfenvlaai is een abrikozenvlaai bedekt met slagroom en afgewerkt met witte chocoladeschilfers.

## Geschiedenis
De smurfentaart is in 1977 geïntroduceerd in Boekt (deel van Heusden-Zolder) door bakker Lucien Swinnen. Hij had tijdens een skireis in Zwitserland een abrikozengebakje met een grote berg slagroom gegeten. Eenmaal terug in België maakte hij het gebakje na om te verkopen in zijn eigen bakkerij. Hij gaf zijn creatie de naam 'smurfke', aangezien 't Smurfenlied van Vader Abraham op dat moment erg populair was. Al snel groeiden de kleine tartelettes uit tot een groter product en zo is uiteindelijk de 'smurfentaart' of 'smurfenvlaai' geboren.